# Boxe nos Jogos Olímpicos de Verão de 2020 - Qualificação
Este artigo detalha a fase de qualificação do boxe nos Jogos Olímpicos de Verão de 2020. (As Olimpíadas foram adiadas para 2021 devido à pandemia de COVID-19). A qualificação foi determinada pelo desempenho em quatro Torneios Continentais de Qualificação Olímpica (África, Américas, Ásia/Oceania e Europa) e pelo Torneio Mundial de Qualificação Olímpica, todos programados para acontecer em duas fases separadas devido ao adiamento das Olimpíadas e às circunstâncias envolvidas na crise da COVID-19: de janeiro a março de 2020 e de abril a junho de 2021. O evento estava programado para retornar a Londres em 2021. A AIBA foi suspensa pelo COI como o órgão organizador do esporte em 2019. A associação, todavia, reiterou sua oferta ara trabalhar com a Força Tarefa do COI para garantir que os eventos de qualificação olímpica ainda podem ocorrer. Como o Torneio Mundial de Qualificação Olímpica foi cancelado, as 53 vagas que estariam disponíveis pelo torneio foram distribuídas pelo ranking, com o melhor boxeador por região e por categoria recebendo a vaga para Tóquio 2020.

## Linha do tempo
| Evento                                                           | Data                                                                | Local                      |
| ---------------------------------------------------------------- | ------------------------------------------------------------------- | -------------------------- |
| Torneio Africano de Qualificação Olímpica de Boxe de 2020        | 20 a 29 de fevereiro de 2020                                        | Diamniadio                 |
| Torneio da Ásia/Oceania de Qualificação Olímpica de Boxe de 2020 | 3 a 11 de março de 2020                                             | Amman                      |
| Torneio Europeu de Qualificação Olímpica de Boxe de 2020         | 14 a 16 de março de 2020 (Dia 1–3) 4 a 8 de junho de 2021 (Dia 4–8) | London Villebon-sur-Yvette |
| Torneio Pan-Americano de Qualificação Olímpica de Boxe de 2021   | Cancelado                                                           | Buenos Aires               |

## Sumário de qualificação
| CON                                | Masculino | Masculino | Masculino | Masculino | Masculino | Masculino | Masculino | Masculino | Feminino | Feminino | Feminino | Feminino | Feminino | Total |
| CON                                | 52        | 57        | 63        | 69        | 75        | 81        | 91        | +91       | 51       | 57       | 60       | 69       | 75       | Total |
| ---------------------------------- | --------- | --------- | --------- | --------- | --------- | --------- | --------- | --------- | -------- | -------- | -------- | -------- | -------- | ----- |
| GER Alemanha                       |           | Yes       |           |           |           |           | Yes       |           |          |          |          | Yes      |          | 3     |
| ALG Argélia                        | Yes       |           |           |           | Yes       | Yes       | Yes       | Yes       | Yes      |          | Yes      |          | Yes      | 8     |
| ANT Antígua e Barbuda              |           |           | Yes       |           |           |           |           |           |          |          |          |          |          | 1     |
| ARG Argentina                      | Yes       | Yes       |           |           | Yes       |           |           |           |          |          |          |          |          | 3     |
| ARM Armênia                        | Yes       |           | Yes       |           | Yes       |           |           |           |          |          |          |          |          | 3     |
| AUS Austrália                      | Yes       |           | Yes       |           |           | Yes       |           |           |          | Yes      |          |          | Yes      | 5     |
| AZE Azerbaijão                     |           | Yes       | Yes       | Yes       |           | Yes       |           | Yes       |          |          |          |          |          | 5     |
| BRN Bahrein                        |           |           |           |           |           |           |           | Yes       |          |          |          |          |          | 1     |
| BLR Bielorrússia                   |           |           | Yes       | Yes       | Yes       |           | Yes       |           |          |          |          |          |          | 4     |
| BOT Botsuana                       | Yes       |           |           |           |           |           |           |           |          | Yes      |          |          |          | 2     |
| BRA Brasil                         |           |           | Yes       |           | Yes       | Yes       | Yes       |           | Yes      | Yes      | Yes      |          |          | 7     |
| BUL Bulgária                       | Yes       |           |           |           |           |           |           |           | Yes      | Yes      |          |          |          | 3     |
| BDI Burundi                        |           |           |           |           |           |           |           |           | Yes      |          |          |          |          | 1     |
| CPV Cabo Verde                     | Yes       |           |           |           |           |           |           |           |          |          |          |          |          | 1     |
| CMR Camarões                       |           |           |           | Yes       | Yes       |           |           | Yes       |          |          |          |          |          | 3     |
| CAN Canadá                         |           |           |           | Yes       |           |           |           |           | Yes      | Yes      |          | Yes      | Yes      | 5     |
| KAZ Cazaquistão                    | Yes       | Yes       | Yes       | Yes       | Yes       | Yes       | Yes       | Yes       |          |          |          |          | Yes      | 9     |
| CHN China                          | Yes       |           |           |           | Yes       | Yes       |           |           | Yes      |          |          | Yes      | Yes      | 6     |
| COL Colômbia                       | Yes       | Yes       |           |           |           | Yes       |           | Yes       | Yes      | Yes      |          |          |          | 6     |
| KOR Coreia do Sul                  |           |           |           |           |           |           |           |           |          | Yes      | Yes      |          |          | 2     |
| CRO Croácia                        |           |           |           |           |           | Yes       |           |           |          | Yes      |          |          |          | 2     |
| CUB Cuba                           | Yes       | Yes       | Yes       | Yes       |           | Yes       | Yes       | Yes       |          |          |          |          |          | 7     |
| EGY Egito                          |           |           |           |           |           | Yes       |           | Yes       |          |          |          |          |          | 2     |
| ESA El Salvador                    |           |           |           |           |           |           |           |           |          | Yes      |          |          |          | 1     |
| ECU Equador                        |           | Yes       |           |           |           |           | Yes       |           |          |          | Yes      |          | Yes      | 4     |
| SVK Eslováquia                     |           |           |           |           | Yes       |           |           |           |          |          |          |          |          | 1     |
| ESP Espanha                        | Yes       | Yes       |           |           |           | Yes       | Yes       |           |          |          |          |          |          | 4     |
| USA Estados Unidos                 |           | Yes       | Yes       | Yes       | Yes       |           |           | Yes       | Yes      |          | Yes      | Yes      | Yes      | 9     |
| PHI Filipinas                      | Yes       |           |           |           | Yes       |           |           |           | Yes      | Yes      |          |          |          | 4     |
| FIN Finlândia                      |           |           |           |           |           |           |           |           |          |          | Yes      |          |          | 1     |
| FRA França                         | Yes       | Yes       | Yes       | Yes       |           |           |           | Yes       |          |          | Yes      |          |          | 6     |
| GHA Gana                           | Yes       | Yes       |           |           |           | Yes       |           |           |          |          |          |          |          | 3     |
| GEO Geórgia                        | Yes       |           |           | Yes       | Yes       |           |           |           |          |          |          |          |          | 3     |
| GBR Grã-Bretanha                   | Yes       | Yes       | Yes       | Yes       |           | Yes       | Yes       | Yes       | Yes      | Yes      | Yes      |          | Yes      | 11    |
| GUY Guiana                         |           | Yes       |           |           |           |           |           |           |          |          |          |          |          | 1     |
| HAI Haiti                          |           |           |           |           | Yes       |           |           |           |          |          |          |          |          | 1     |
| HUN Hungria                        |           | Yes       |           |           |           |           |           |           |          |          |          |          |          | 1     |
| IND Índia                          | Yes       |           | Yes       | Yes       | Yes       |           |           | Yes       | Yes      |          | Yes      | Yes      | Yes      | 9     |
| IRI Irã                            |           | Yes       |           |           | Yes       |           |           |           |          |          |          |          |          | 2     |
| IRL Irlanda                        | Yes       | Yes       |           | Yes       |           | Yes       |           |           |          | Yes      | Yes      |          | Yes      | 7     |
| ITA Itália                         |           |           |           |           |           |           |           |           | Yes      | Yes      | Yes      | Yes      |          | 4     |
| JAM Jamaica                        |           |           |           |           |           |           |           | Yes       |          |          |          |          |          | 1     |
| JPN Japão                          | Yes       |           |           | Yes       | Yes       |           |           |           | Yes      | Yes      |          |          |          | 5     |
| JOR Jordânia                       |           | Yes       | Yes       | Yes       |           | Yes       | Yes       |           |          |          |          |          |          | 5     |
| KOS Kosovo                         |           |           |           |           |           |           |           |           |          |          | Yes      |          |          | 1     |
| MAR Marrocos                       |           | Yes       | Yes       |           |           | Yes       | Yes       |           | Yes      |          |          | Yes      | Yes      | 7     |
| MRI Maurício                       |           |           | Yes       | Yes       |           |           |           |           |          |          |          |          |          | 2     |
| MEX México                         |           |           |           |           |           | Yes       |           |           |          |          | Yes      | Yes      |          | 3     |
| MOZ Moçambique                     |           |           |           |           |           |           |           |           |          |          |          | Yes      | Yes      | 2     |
| MGL Mongólia                       |           | Yes       | Yes       |           |           |           |           |           |          |          |          |          | Yes      | 3     |
| NAM Namíbia                        |           |           | Yes       |           |           |           |           |           |          |          |          |          |          | 1     |
| NZL Nova Zelândia                  |           |           |           |           |           |           | Yes       |           |          |          |          |          |          | 1     |
| NED Países Baixos                  |           |           | Yes       |           |           |           |           |           |          |          |          |          | Yes      | 2     |
| PAN Panamá                         |           |           |           |           |           |           |           |           |          |          |          |          | Yes      | 1     |
| PNG Papua-Nova Guiné               |           |           | Yes       |           |           |           |           |           |          |          |          |          |          | 1     |
| PER Peru                           |           |           | Yes       |           |           |           | Yes       |           |          |          |          |          |          | 2     |
| POL Polônia                        |           |           | Yes       |           |           |           |           |           | Yes      |          |          | Yes      | Yes      | 4     |
| PUR Porto Rico                     | Yes       |           |           |           |           |           |           |           |          |          |          |          |          | 1     |
| KEN Quênia                         |           | Yes       |           |           |           |           | Yes       |           | Yes      |          |          | Yes      |          | 4     |
| COD República Democrática do Congo |           |           | Yes       |           | Yes       |           |           |           |          | Yes      | Yes      |          |          | 4     |
| DOM República Dominicana           | Yes       | Yes       | Yes       | Yes       | Yes       |           |           |           | Yes      |          |          | Yes      |          | 7     |
| ROU Romênia                        | Yes       |           |           |           |           |           |           |           |          | Yes      |          |          |          | 2     |
| RUS Rússia                         |           | Yes       | Yes       | Yes       | Yes       | Yes       | Yes       | Yes       | Yes      | Yes      |          | Yes      | Yes      | 11    |
| SAM Samoa                          |           |           |           | Yes       |           |           | Yes       |           |          |          |          |          |          | 2     |
| SRB Sérvia                         |           |           |           |           |           |           |           |           | Yes      |          |          |          |          | 1     |
| SOM Somália                        |           |           |           |           |           |           |           |           |          | Yes      |          |          |          | 1     |
| SWZ Essuatíni                      |           |           |           | Yes       |           |           |           |           |          |          |          |          |          | 1     |
| SWE Suécia                         |           |           |           |           | Yes       |           |           |           |          |          | Yes      |          |          | 2     |
| THA Tailândia                      | Yes       | Yes       |           |           |           |           |           |           | Yes      |          | Yes      | Yes      |          | 5     |
| TPE Taipé Chinês                   |           |           |           |           |           |           |           |           | Yes      | Yes      | Yes      | Yes      |          | 4     |
| TJK Tajiquistão                    |           |           | Yes       |           |           | Yes       |           | Yes       |          |          |          |          |          | 3     |
| ROT Equipe Olímpica de Refugiados  |           |           | Yes       |           | Yes       |           |           |           |          |          |          |          |          | 2     |
| TTO Trinidad e Tobago              |           |           |           |           | Yes       |           |           |           |          |          |          |          |          | 1     |
| TUN Tunísia                        |           |           |           |           |           |           |           |           |          | Yes      | Yes      |          |          | 2     |
| TUR Turquia                        | Yes       |           | Yes       |           |           | Yes       |           |           | Yes      |          | Yes      | Yes      |          | 6     |
| UGA Uganda                         |           |           |           | Yes       | Yes       |           |           |           | Yes      |          |          |          |          | 3     |
| UKR Ucrânia                        |           | Yes       | Yes       |           | Yes       |           |           | Yes       |          |          |          | Yes      |          | 5     |
| UZB Uzbequistão                    | Yes       | Yes       | Yes       | Yes       | Yes       | Yes       | Yes       | Yes       | Yes      |          | Yes      | Yes      |          | 11    |
| VEN Venezuela                      | Yes       |           |           | Yes       |           | Yes       |           |           | Yes      |          |          |          |          | 4     |
| VIE Vietnã                         |           | Yes       |           |           |           |           |           |           | Yes      |          |          |          |          | 2     |
| ZAM Zâmbia                         | Yes       | Yes       |           | Yes       |           |           |           |           |          |          |          |          |          | 3     |
| Total: 81 CONs                     | 28        | 27        | 29        | 23        | 25        | 22        | 17        | 17        | 26       | 20       | 20       | 18       | 17       | 289   |

## Eventos masculinos
Sistema de qualificação olímpica por continente e por categoria de peso.
| Peso   | Qualificatório continental | Qualificatório continental | Qualificatório continental | Qualificatório continental | Qualificatório mundial | País sede | Convites Tripartidários | Cota total |
| Peso   | África                     | Américas                   | AS e OC                    | Europa                     | Qualificatório mundial | País sede | Convites Tripartidários | Cota total |
| ------ | -------------------------- | -------------------------- | -------------------------- | -------------------------- | ---------------------- | --------- | ----------------------- | ---------- |
| 52 kg  | 3                          | 5                          | 6                          | 8                          | 4                      | 1         | 1                       | 28         |
| 57 kg  | 3                          | 5                          | 6                          | 8                          | 4                      | 0         | 1                       | 27         |
| 63 kg  | 3                          | 5                          | 6                          | 8                          | 4                      | 1         | 1                       | 28         |
| 69 kg  | 3                          | 4                          | 5                          | 6                          | 4                      | 0         | 1                       | 24         |
| 75 kg  | 3                          | 4                          | 5                          | 6                          | 4                      | 1         | 1                       | 24         |
| 81 kg  | 3                          | 4                          | 5                          | 6                          | 4                      | 0         | 0                       | 22         |
| 91 kg  | 2                          | 3                          | 4                          | 4                          | 4                      | 0         | 0                       | 17         |
| +91 kg | 2                          | 3                          | 4                          | 4                          | 4                      | 0         | 0                       | 17         |
| Total  | 22                         | 33                         | 41                         | 50                         | 32                     | 0-4       | 5                       | 186        |

### Peso mosca (52 kg)
| Competição                                     | Vagas | Boxeador qualificado |
| ---------------------------------------------- | ----- | --- |
| País-sede                                      | 1     | JPN Ryomei Tanaka |
| Evento de Qualificação Olímpica – África       | 3     | ALG Mohamed Flissi ZAM Patrick Chinyemba GHA Sulemanu Tetteh |
| Evento de Qualificação Olímpica – Américas     | 5     | CUB Yosvany Veitía COL Yuberjen Martínez PUR Yankiel Rivera DOM Rodrigo Marte ARG Ramón Quiroga                                                                 |
| Evento de Qualificação Olímpica – Ásia/Oceania | 6     | CHN Hu Jianguan THA Thitisan Panmot IND Amit Panghal UZB Shakhobidin Zoirov AUS Alex Winwood KAZ Saken Bibossinov                                               |
| Evento de Qualificação Olímpica – Europa       | 8     | FRA Billal Bennama GEO Sakhil Alakhverdovi IRL Brendan Irvine ESP Gabriel Escobar GBR Galal Yafai ARM Koryun Soghomonyan ROU Cosmin Girleanu TUR Batuhan Çiftçi |
| Alocação mundial                               | 4     | PHI Carlo Paalam BOT Rajab Otukile Mahommed VEN Yoel Finol BUL Daniel Asenov                                                                                    |
| Convite Tripartite                             | 1     | CPV David Daniel De Pina |
| Total                                          | 28    | |

### Peso pena (57 kg)
| Competição                                     | Vagas | Boxeador qualificado |
| ---------------------------------------------- | ----- | --- |
| País-sede                                      | 0     | — |
| Evento de Qualificação Olímpica – África       | 3     | ZAM Everisto Mulenga KEN Nick Okoth GHA Samuel Takyi |
| Evento de Qualificação Olímpica – Américas     | 5     | CUB Lázaro Álvarez DOM Alexis de la Cruz ECU Jean Caicedo COL Ceiber Ávila ARG Mirko Cuello                                                               |
| Evento de Qualificação Olímpica – Ásia/Oceania | 6     | UZB Mirazizbek Mirzakhalilov JOR Mohammad Al-Wadi KAZ Serik Temirzhanov VIE Nguyễn Văn Dương IRI Danial Shahbakhsh THA Chatchai Butdee                    |
| Evento de Qualificação Olímpica – Europa       | 8     | GBR Peter McGrail HUN Roland Gálos FRA Samuel Kistohurry AZE Tayfur Aliyev UKR Mykola Butsenko ESP José Quiles RUS Albert Batyrgaziev GER Hamsat Shadalov |
| Alocação mundial                               | 4     | MGL Erdenebatyn Tsendbaatar MAR Mohamed Hamout USA Duke Ragan IRL Kurt Walker                                                                             |
| Convite Tripartite                             | 1     | GUY Keevin Allicock |
| Total                                          | 27    | |

### Peso leve (63 kg)
| Competição                                     | Vagas | Boxeador qualificado |
| ---------------------------------------------- | ----- | --- |
| País-sede                                      | 1     | JPN Daisuke Narimatsu |
| Evento de Qualificação Olímpica – África       | 3     | NAM Jonas Junius MRI Richarno Colin MAR Abdelhaq Nadir |
| Evento de Qualificação Olímpica – Américas     | 5     | CUB Andy Cruz DOM Leonel de los Santos BRA Wanderson Oliveira PER Leodan Pezo ANT Alston Ryan                                                              |
| Evento de Qualificação Olímpica – Ásia/Oceania | 6     | UZB Elnur Abduraimov KAZ Zakir Safiullin MGL Baatarsükhiin Chinzorig JOR Obada Al-Kasbeh IND Manish Kaushik TJK Bakhodur Usmonov                           |
| Evento de Qualificação Olímpica – Europa       | 8     | GBR Luke McCormack RUS Gabil Mamedov POL Damian Durkacz NED Enrico Lacruz BLR Dzmitry Asanau AZE Javid Chalabiyev FRA Sofiane Oumiha UKR Yaroslav Khartsyz |
| Alocação mundial                               | 4     | AUS Harrison Garside COD Fiston Mbaya Mulumba USA Keyshawn Davis ARM Hovhannes Bachkov                                                                     |
| Convite Tripartite                             | 1     | PNG John Ume |
| Vaga de convite                                | 1     | ROT Wessam Salamana |
| Total                                          | 29    | |

### Peso meio-médio(69 kg)
| Competição                                     | Vagas | Boxeador qualificado |
| ---------------------------------------------- | ----- | --- |
| Evento de Qualificação Olímpica – África       | 3     | ZAM Stephen Zimba CMR Albert Mengue UGA Shadiri Bwogi                                                                     |
| Evento de Qualificação Olímpica – Américas     | 4     | CUB Roniel Iglesias DOM Rohan Polanco USA Delante Johnson VEN Gabriel Maestre                                             |
| Evento de Qualificação Olímpica – Ásia/Oceania | 5     | JOR Zeyad Ishaish IND Vikas Krishan Yadav UZB Bobo-Usmon Baturov KAZ Ablaikhan Zhussupov JPN Sewon Okazawa                |
| Evento de Qualificação Olímpica – Europa       | 6     | GBR Pat McCormack IRL Aidan Walsh AZE Lorenzo Sotomayor RUS Andrey Zamkovoy GEO Eskerkhan Madiev BLR Aliaksandr Radzionau |
| Alocação mundial                               | 4     | CAN Wyatt Sanford MRI Merven Clair SAM Marion Faustino Ah Tong TUR Necat Ekinci                                           |
| Convite Tripartite                             | 1     | SWZ Thabiso Selby Dlamini                                                                                                 |
| Total                                          | 23    | |

### Peso médio (75 kg)
| Competição                                     | Vagas | Boxeador qualificado |
| ---------------------------------------------- | ----- | --- |
| País-sede                                      | 1     | JPN Yuito Moriwaki |
| Evento de Qualificação Olímpica – África       | 3     | ALG Younes Nemouchi COD David Tshama CMR Wilfried Ntsengue                                                                 |
| Evento de Qualificação Olímpica – Américas     | 4     | BRA Hebert Conceição DOM Euri Cedeño ARG Francisco Verón TTO Aaron Prince                                                  |
| Evento de Qualificação Olímpica – Ásia/Oceania | 5     | PHI Eumir Marcial KAZ Abilkhan Amankul IND Ashish Kumar CHN Tuohetaerbieke Tanglatihan IRI Shahin Mousavi                  |
| Evento de Qualificação Olímpica – Europa       | 6     | RUS Gleb Bakshi SVK Andrej Csemez ARM Arman Darchinyan UKR Oleksandr Khyzhniak BLR Vitali Bandarenka GEO Giorgi Kharabadze |
| Alocação mundial                               | 4     | UGA Kavuma David Ssemujju UZB Fanat Kakhramonov USA Troy Isley SWE Adam Chartoi                                            |
| Convite tripartidário                          | 1     | HAI Darrelle Valsaint Jr                                                                                                   |
| Vaga de convite                                | 1     | ROT Eldric Sella Rodriguez                                                                                                 |
| Total                                          | 25    | |

### Peso meio-pesado (81 kg)
| Competição                                     | Vagas | Boxeador qualificado                                                                                                  |
| ---------------------------------------------- | ----- | --- |
| País-sede                                      | 0     | — |
| Evento de Qualificação Olímpica – África       | 3     | EGY Abdelrahman Oraby ALG Mohammed Houmri MAR Mohamed Assaghir                                                        |
| Evento de Qualificação Olímpica – Américas     | 4     | CUB Arlen López BRA Keno Machado VEN Nalek Korbaj COL Jorge Vivas                                                     |
| Evento de Qualificação Olímpica – Ásia/Oceania | 5     | KAZ Bekzad Nurdauletov AUS Paulo Aokuso JOR Odai Al-Hindawi CHN Chen Daxiang TJK Shabbos Negmatulloev                 |
| Evento de Qualificação Olímpica – Europa       | 6     | GBR Benjamin Whittaker ESP Gazimagomed Jalidov CRO Luka Plantić AZE Loren Alfonso IRL Emmett Brennan RUS Imam Khataev |
| Alocação mundial                               | 4     | GHA Shakul Samed UZB Dilshodbek Ruzmetov MEX Rogelio Romero TUR Bayram Malkan                                         |
| Total                                          | 22    | |

### Peso pesado(91 kg)
| Competição                                     | Vagas | Boxeador qualificado                                                                            |
| ---------------------------------------------- | ----- | ----------------------------------------------------------------------------------------------- |
| Evento de Qualificação Olímpica – África       | 2     | ALG Abdelhafid Benchabla MAR Youness Baalla                                                     |
| Evento de Qualificação Olímpica – Américas     | 3     | ECU Julio Castillo CUB Julio César La Cruz BRA Abner Teixeira                                   |
| Evento de Qualificação Olímpica – Ásia/Oceania | 4     | KAZ Vassiliy Levit NZL David Nyika JOR Hussein Ishaish UZB Sanjar Tursunov                      |
| Evento de Qualificação Olímpica – Europa       | 4     | RUS Muslim Gadzhimagomedov GBR Cheavon Clarke GER Ammar Abduljabbar ESP Emmanuel Reyes          |
| Alocação mundial                               | 4     | KEN Elly Ajowi Ochola SAM Ato Plodzicki-Faoagali PER José Maria Lucar BLR Uladzislau Smiahlikau |
| Total                                          | 17    |                                                                                                 |

### Peso superpesado (+91 kg)
| Competição                                     | Vagas | Boxeador qualificado                                                           |
| ---------------------------------------------- | ----- | ------------------------------------------------------------------------------ |
| Evento de Qualificação Olímpica – África       | 2     | CMR Maxime Yegnong ALG Chouaib Bouloudinat                                     |
| Evento de Qualificação Olímpica – Américas     | 3     | CUB Dainier Peró USA Richard Torrez COL Cristian Salcedo                       |
| Evento de Qualificação Olímpica – Ásia/Oceania | 4     | UZB Bakhodir Jalolov AUS Justis Huni IND Satish Kumar KAZ Kamshybek Kunkabayev |
| Evento de Qualificação Olímpica – Europa       | 4     | RUS Ivan Veriasov AZE Mahammad Abdullayev GBR Frazer Clarke FRA Mourad Aliev   |
| Alocação mundial                               | 4     | BRN Danis Latypov EGY Yousry Hafez JAM Ricardo Brown UKR Tsotne Rogava         |
| Total                                          | 17    |                                                                                |

## Eventos femininos
Sistema de qualificação olímpica por continente e por categoria de peso.
| Peso  | Qualificatório continental | Qualificatório continental | Qualificatório continental | Qualificatório continental | Qualificatório mundial | País sede | Convites Tripartidários | Cota total |
| Peso  | África                     | Américas                   | AS e OC                    | Europa                     | Qualificatório mundial | País sede | Convites Tripartidários | Cota total |
| ----- | -------------------------- | -------------------------- | -------------------------- | -------------------------- | ---------------------- | --------- | ----------------------- | ---------- |
| 51 kg | 3                          | 4                          | 6                          | 6                          | 5                      | 0         | 1                       | 25         |
| 57 kg | 2                          | 3                          | 4                          | 6                          | 4                      | 0         | 1                       | 20         |
| 60 kg | 2                          | 3                          | 4                          | 6                          | 4                      | 0         | 1                       | 20         |
| 69 kg | 2                          | 3                          | 4                          | 5                          | 4                      | 0         | 0                       | 18         |
| 75 kg | 2                          | 3                          | 4                          | 4                          | 4                      | 0         | 0                       | 17         |
| Total | 11                         | 16                         | 22                         | 27                         | 21                     | 0         | 3                       | 100        |

** O Japão conquistou duas vagas no Torneio de Qualificação Olímpica da Ásia/Oceania, portanto as vagas de país-sede foram realocadas para o ranking mundial

### Peso mosca(51 kg)
| Competição                                     | Vagas | Boxeadora qualificada |
| ---------------------------------------------- | ----- | --- |
| Evento de Qualificação Olímpica – África       | 3     | ALG Roumaysa Boualam MAR Rabab Cheddar KEN Christine Ongare                                                                      |
| Evento de Qualificação Olímpica – Américas     | 4     | COL Ingrit Valencia BRA Grazieli de Jesus USA Virginia Fuchs VEN Irismar Cardozo                                                 |
| Evento de Qualificação Olímpica – Ásia/Oceania | 6     | CHN Chang Yuan JPN Tsukimi Namiki IND Mary Kom TPE Huang Hsiao-wen PHI Irish Magno UZB Tursunoy Rakhimova                        |
| Evento de Qualificação Olímpica – Europa       | 6     | TUR Buse Naz Çakıroğlu GBR Charley Davison BUL Stoyka Krasteva ITA Giordana Sorrentino RUS Svetlana Soluianova POL Sandra Drabik |
| Alocação mundial                               | 5     | UGA Catherine Nanziri DOM Miguelina Hernández THA Jutamas Jitpong SRB Nina Radovanović VIE Nguyễn Thị Tâm                        |
| Convite Tripartite                             | 1     | BDI Omella Havyarimana |
| Apelação ao CAS                                | 1     | CAN Mandy Bujold |
| Total                                          | 26    | |

### Peso pena (57 kg)
| Competição                                     | Vagas | Boxeadora qualificada                                                                                                |
| ---------------------------------------------- | ----- | --- |
| Evento de Qualificação Olímpica – África       | 2     | TUN Khouloud Hlimi BOT Keamogetse Kenosi                                                                             |
| Evento de Qualificação Olímpica – Américas     | 3     | CAN Caroline Veyre COL Yeni Arias BRA Jucielen Romeu                                                                 |
| Evento de Qualificação Olímpica – Ásia/Oceania | 4     | TPE Lin Yu-ting JPN Sena Irie AUS Skye Nicolson KOR Im Ae-ji                                                         |
| Evento de Qualificação Olímpica – Europa       | 6     | ITA Irma Testa BUL Stanimira Petrova IRL Michaela Walsh ROU Maria Nechita CRO Nikolina Ćaćić GBR Karriss Artingstall |
| Alocação mundial                               | 4     | COD Marcelat Sakobi Matshu PHI Nesthy Petecio ESA Yamileth Solorzano RUS Liudmila Vorontsova                         |
| Convite Tripartite                             | 1     | SOM Ramla Ali |
| Total                                          | 20    | |

### Peso leve (60 kg)
| Competição                                     | Vagas | Boxeadora qualificada                                                                                                  |
| ---------------------------------------------- | ----- | --- |
| País-sede                                      | 0     | — |
| Evento de Qualificação Olímpica – África       | 2     | ALG Imane Khelif TUN Mariem Homrani                                                                                    |
| Evento de Qualificação Olímpica – Américas     | 3     | BRA Beatriz Ferreira USA Rashida Ellis MEX Esmeralda Falcón                                                            |
| Evento de Qualificação Olímpica – Ásia/Oceania | 4     | KOR Oh Yeon-ji IND Simranjit Kaur THA Sudaporn Seesondee TPE Wu Shih-yi                                                |
| Evento de Qualificação Olímpica – Europa       | 6     | GBR Caroline Dubois TUR Esra Yıldız SWE Agnes Alexiusson IRL Kellie Harrington ITA Rebecca Nicoli FRA Maïva Hamadouche |
| Alocação mundial                               | 4     | COD Naomie Yumba Therese UZB Raykhona Kodirova ECU María José Palacios FIN Mira Potkonen                               |
| Convite Tripartite                             | 1     | KOS Donjeta Sadiku |
| Total                                          | 20    | |

### Peso meio-médio (69 kg)
| Competição                                     | Vagas | Boxeadora qualificada                                                                                        |
| ---------------------------------------------- | ----- | --- |
| País-sede                                      | 0     | — |
| Evento de Qualificação Olímpica – África       | 2     | MAR Oumayma Bel Ahbib MOZ Acinda Panguana                                                                    |
| Evento de Qualificação Olímpica – Américas     | 3     | USA Oshae Jones CAN Myriam da Silva DOM Maria Moronta                                                        |
| Evento de Qualificação Olímpica – Ásia/Oceania | 4     | CHN Gu Hong TPE Chen Nien-chin IND Lovlina Borgohain THA Baison Manikon                                      |
| Evento de Qualificação Olímpica – Europa       | 5     | TUR Busenaz Sürmeneli ITA Angela Carini UKR Anna Lysenko GER Nadine Apetz RUS Saadat Dalgatova               |
| Alocação mundial                               | 4     | KEN Elizabeth Akinyi UZB Maftunakhton Melieva UZB Shakhnoza Yunusova MEX Brianda Cruz POL Karolina Koszewska |
| Total                                          | 18    | |

### Peso médio (75 kg)
| Competição                                     | Vagas | Boxeadora qualificada                                                               |
| ---------------------------------------------- | ----- | ----------------------------------------------------------------------------------- |
| Evento de Qualificação Olímpica – África       | 2     | MAR Khadija El-Mardi MOZ Rady Gramane                                               |
| Evento de Qualificação Olímpica – Américas     | 3     | CAN Tammara Thibeault USA Naomi Graham PAN Atheyna Bylon                            |
| Evento de Qualificação Olímpica – Ásia/Oceania | 4     | CHN Li Qian AUS Caitlin Parker IND Pooja Rani KAZ Nadezhda Ryabets                  |
| Evento de Qualificação Olímpica – Europa       | 4     | GBR Lauren Price RUS Zemfira Magomedalieva IRL Aoife O'Rourke NED Nouchka Fontijn   |
| Alocação mundial                               | 4     | ALG Ichrak Chaib MGL Mönkhbatyn Myagmarjargal ECU Erika Pachito POL Elżbieta Wójcik |
| Total                                          | 17    |                                                                                     |

Notas: Sistema de qualificação – EN (06 de maio de 2021) -
4 vagas por categoria, 1 para cada categoria por continente (no 51kg feminino - 5 vagas).